# Masayuki Okano
Masayuki Okano (jap. 岡野雅行 Okano Masayuki; ur. 25 lipca 1972 w Jokohamie) – japoński piłkarz, reprezentant kraju grający na pozycji napastnika.

## Kariera klubowa
Okano swoją przygodę z futbolem rozpoczął w 1994 w zespole Urawa Red Diamonds. Podczas siedmioletniej przygody w klubie rozegrał 211 spotkań, w których 36 razy pokonywał bramkarzy rywali. W połowie sezonu 2001 dołączył do Vissel Kobe. Grał w tej drużynie do końca 2003, po czym powrócił do Urawy.
Okano był ważną częścią sukcesów odnoszonych przez Urawę. Drużyna z nim w składzie zdobyła mistrzostwo J1 League w sezonie 2006. Dwukrotnie sięgnęła także po Puchar Cesarza w latach 2005 i 2006 oraz do Superpuchar Japonii w 2006. Urawa zwyciężyła także w rozgrywkach Azjatyckiej Liga Mistrzów w 2007 i zajęła 3. miejsce w Klubowych mistrzostwach świata 2007. Przez 5 sezonów Okano wystąpił w 58 spotkaniach, w których dwukrotnie pokonywał bramkarzy rywali.
W połowie sezonu 2008/09 dołączył do grającego w Hongkongu TSW Pegasus. Od 2009 roku grał w klubie Gainare Tottori, z którym w sezonie 2010 zwyciężył w rozgrywkach Japan Football League. Po sezonie 2013 zakończył karierę piłkarską.
| Sezon   | Klub               | Kraj     | Rozgrywki             | Mecze | Bramki |
| ------- | ------------------ | -------- | --------------------- | ----- | ------ |
| 1994    | Urawa Red Diamonds | Japonia  | J1 League             | 35    | 3      |
| 1995    | Urawa Red Diamonds | Japonia  | J1 League             | 44    | 5      |
| 1996    | Urawa Red Diamonds | Japonia  | J1 League             | 30    | 11     |
| 1997    | Urawa Red Diamonds | Japonia  | J1 League             | 23    | 4      |
| 1998    | Urawa Red Diamonds | Japonia  | J1 League             | 34    | 7      |
| 1999    | Urawa Red Diamonds | Japonia  | J1 League             | 11    | 0      |
| 2000    | Urawa Red Diamonds | Japonia  | J2 League             | 26    | 6      |
| 2001    | Urawa Red Diamonds | Japonia  | J1 League             | 8     | 0      |
| 2001    | Vissel Kobe        | Japonia  | J1 League             | 11    | 3      |
| 2002    | Vissel Kobe        | Japonia  | J1 League             | 24    | 1      |
| 2003    | Vissel Kobe        | Japonia  | J1 League             | 23    | 0      |
| 2004    | Urawa Red Diamonds | Japonia  | J1 League             | 15    | 1      |
| 2005    | Urawa Red Diamonds | Japonia  | J1 League             | 20    | 1      |
| 2006    | Urawa Red Diamonds | Japonia  | J1 League             | 8     | 0      |
| 2007    | Urawa Red Diamonds | Japonia  | J1 League             | 11    | 0      |
| 2008    | Urawa Red Diamonds | Japonia  | J1 League             | 4     | 0      |
| 2008/09 | TSW Pegasus        | Hongkong | First Division League | 9     | 1      |
| 2009    | Gainare Tottori    | Japonia  | Japan Football League | 7     | 1      |
| 2010    | Gainare Tottori    | Japonia  | Japan Football League | 16    | 0      |
| 2011    | Gainare Tottori    | Japonia  | J2 League             | 13    | 0      |
| 2012    | Gainare Tottori    | Japonia  | J2 League             | 20    | 0      |
| 2013    | Gainare Tottori    | Japonia  | J2 League             | 10    | 0      |

## Kariera reprezentacyjna
Po raz pierwszy Okano w kadrze narodowej Japonii zagrał 20 września 1995 w przegranym 1:2 spotkaniu z Paragwajem. W tym samym roku znalazł się w zespole na Puchar Konfederacji 1995, jednak cały turniej przesiedział na ławce rezerwowych.
W 1996 został powołany na Puchar Azji. Podczas turnieju zagrał w czterech spotkaniach z Syrią, Uzbekistanem, Chinami i Kuwejtem. Drużyna Japonii zakończyła Puchar na fazie ćwierćfinału.
Dwa lata później znalazł się w drużynie na Mistrzostwa Świata 1998. Podczas mundialu wystąpił w przegranym 0:1 meczu z Chorwacją. Ostatnim meczem Okano w drużynie narodowej był rozgrywany w ramach Copa América 1999, zremisowany 1:1 mecz z Boliwią. Łącznie w latach 1995–1999 Okano wystąpił w 25 spotkaniach reprezentacji Japonii, w których strzelił 2 bramki.
| Mecze i gole w reprezentacji | Mecze i gole w reprezentacji | Mecze i gole w reprezentacji | Mecze i gole w reprezentacji | Mecze i gole w reprezentacji | Mecze i gole w reprezentacji | Mecze i gole w reprezentacji |
| #                            | Data                         | Miasto                       | Przeciwnik                   | Gol                          | Wynik                        | Rozgrywki                    |
| ---------------------------- | ---------------------------- | ---------------------------- | ---------------------------- | ---------------------------- | ---------------------------- | ---------------------------- |
| 1.                           | 20.09.1995                   | Tokio                        | Paragwaj                     |                              | 1:2                          | towarzyski                   |
| 2.                           | 24.10.1995                   | Tokio                        | Arabia Saudyjska             |                              | 2:1                          | towarzyski                   |
| 3.                           | 28.10.1995                   | Tokio                        | Arabia Saudyjska             |                              | 2:1                          | towarzyski                   |
| 4.                           | 10.02.1996                   | Wollongong                   | Australia                    |                              | 4:1                          | towarzyski                   |
| 5.                           | 14.02.1996                   | Melbourne                    | Australia                    |                              | 0:3                          | towarzyski                   |
| 6.                           | 22.02.1996                   | Hongkong                     | Szwecja                      |                              | 1:1                          | towarzyski                   |
| 7.                           | 26.05.1996                   | Tokio                        | Jugosławia                   |                              | 1:0                          | towarzyski                   |
| 8.                           | 25.08.1996                   | Osaka                        | Urugwaj                      | Gol                          | 5:3                          | towarzyski                   |
| 9.                           | 11.09.1996                   | Tokio                        | Uzbekistan                   |                              | 1:0                          | towarzyski                   |
| 10.                          | 13.10.1996                   | Kobe                         | Tunezja                      |                              | 1:0                          | towarzyski                   |
| 11.                          | 06.12.1996                   | Al-Ajn                       | Syria                        |                              | 2:1                          | Puchar Azji 1996             |
| 12.                          | 09.12.1996                   | Al-Ajn                       | Uzbekistan                   |                              | 4:0                          | Puchar Azji 1996             |
| 13.                          | 12.12.1996                   | Al-Ajn                       | Chiny                        |                              | 1:0                          | Puchar Azji 1996             |
| 14.                          | 15.12.1996                   | Al-Ajn                       | Kuwejt                       |                              | 0:2                          | Puchar Azji 1996             |
| 15.                          | 13.02.1997                   | Bangkok                      | Szwecja                      |                              | 0:1                          | Puchar Króla Tajlandii       |
| 16.                          | 25.03.1997                   | Maskat                       | Makau                        |                              | 10:0                         | El. MŚ 1998                  |
| 17.                          | 27.03.1997                   | Maskat                       | Nepal                        |                              | 6:0                          | El. MŚ 1998                  |
| 18.                          | 28.06.1997                   | Tokio                        | Oman                         |                              | 1:1                          | El. MŚ 1998                  |
| 19.                          | 16.11.1997                   | Johor Bahru                  | Iran                         | Gol                          | 3:2                          | El. MŚ 1998                  |
| 20.                          | 01.03.1998                   | Jokohama                     | Korea Południowa             |                              | 2:1                          | towarzyski                   |
| 21.                          | 07.03.1998                   | Tokio                        | Chiny                        |                              | 0:2                          | towarzyski                   |
| 22.                          | 01.04.1998                   | Seul                         | Korea Południowa             |                              | 1:2                          | towarzyski                   |
| 23.                          | 03.06.1998                   | Lozanna                      | Jugosławia                   |                              | 0:1                          | towarzyski                   |
| 24.                          | 20.06.1998                   | Nantes                       | Chorwacja                    |                              | 0:1                          | MŚ 1998                      |
| 25.                          | 05.07.1999                   | Pedro Juan Caballero         | Boliwia                      |                              | 1:1                          | Copa América 1999            |

### Statystyki
| Reprezentacja Japonii | Reprezentacja Japonii | Reprezentacja Japonii |
| Rok                   | Mecze                 | Gole                  |
| --------------------- | --------------------- | --------------------- |
| 1995                  | 3                     | 0                     |
| 1996                  | 11                    | 1                     |
| 1997                  | 5                     | 1                     |
| 1998                  | 5                     | 0                     |
| 1999                  | 1                     | 0                     |
| Razem                 | 25                    | 2                     |

## Sukcesy
Urawa Red Diamonds
- Mistrzostwo J1 League (1): 2006
- Puchar Cesarza (2): 2005, 2006
- Superpuchar Japonii (1): 2006
- Azjatycka Liga Mistrzów (1): 2007
- Klubowe mistrzostwa świata (1): 2007

Gainare Tottori
- Mistrzostwo Japan Football League (1): 2010